# Kairos Power
Kairos Power est une société créée en 2016 par trois chercheurs d'universités californiennes, dont le siège est à Alameda, en Californie. Elle développe, selon un processus itératif, un petit réacteur modulaire à haute température de 150 MWe, dénommé KP-FHR, qui utilise un combustible TRISO et est refroidi par du sel de fluorure liquide à basse pression.
La Commission de réglementation nucléaire des États-Unis (NRC) autorise en décembre 2023 la construction du réacteur de démonstration Hermes à Oak Ridge (Tennessee). Le ministère américain de l'Énergie financera la conception, la construction et la mise en service du réacteur Hermes. Kairos a aussi déposé une demande d'autorisation pour Hermes 2, une centrale électrogène de démonstration à deux réacteurs qui démontrera la faisabilité des futures centrales commerciales que la société espère mettre sur le marché au début des années 2030. En octobre 2024, Google annonce la signature d'un partenariat avec Kairos Power pour l'achat de l'électricité qui sera produite à partir de 2030 par des petits réacteurs modulaires (PRM ou SMR en anglais) d'une puissance totale de 500 MW en 2035.

## Historique
Kairos Power est fondée en 2016 par Mike Laufer (directeur général), Edward Blandford (directeur technique) et Per Peterson (directeur du nucléaire), trois chercheurs passés par les mêmes universités californiennes. Son siège social est situé à Alameda, en Californie. La start-up compte trois autres sites : à Albuquerque (Nouveau-Mexique), Oak Ridge (Tennessee) et Charlotte (Caroline du Nord).
Kairos commence les formalités préliminaires d'autorisation auprès de la Commission de réglementation nucléaire des États-Unis (NRC) en 2018, puis la NRC accepte en novembre d'examiner la demande d'autorisation de construction, et finalement autorise en décembre 2023 la construction du réacteur de démonstration Hermes au Heritage Center Industrial Park d'Oak Ridge (Tennessee). C'est la première autorisation de construction délivrée par la NRC depuis plus de 50 ans pour un réacteur non refroidi à l'eau. Hermes est une version non productrice d'électricité (thermique) de 35 MW du réacteur à haute température KP-HFR, refroidi par du sel de fluorure, dont les performances ont été testées dans sa première installation unité de test d'ingénierie au Nouveau-Mexique. Kairos a aussi déposé une demande d'autorisation pour Hermes 2, une centrale électrogène de démonstration à deux réacteurs, qui mettra à profit les enseignements d'Hermes et démontrera la faisabilité des futures centrales commerciales que la société espère mettre sur le marché au début des années 2030. La construction d'Hermes a débuté en juillet 2024 à Oak Ridge.
En février 2024, Kairos signe un accord d'investissement technologique avec le ministère américain de l'Énergie, qui fournira 303 millions de dollars pour permettre la conception, la construction et la mise en service du réacteur de démonstration Hermes, versés par étapes selon les performances du programme.
Le 14 octobre 2024, Google annonce la signature d'un partenariat avec Kairos Power pour l'achat de l'électricité qui sera produite par des PRM, dont le premier devrait être mis en service d'ici à 2030, avec une montée en régime jusqu'en 2035, afin d'alimenter les centres de données (data centers) de Google, dont la consommation d'électricité s'accroit rapidement avec le développement de l'intelligence artificielle (IA) générative. La puissance de ces PRM devrait atteindre 500 MW en 2035. L'électricité produite sera vendue à Google au travers d'un contrat d'achat d'électricité (PPA).

## Principe de fonctionnement du réacteur
Le réacteur KP-FHR en développement par Kairos, d'une puissance de 150 MWe, fonctionne à haute température (585 °C). Il utilise un combustible tri-structurel isotropique à particule, appelé TRISO, constitué d'uranium, de carbone et d'oxygène recouverts de trois couches de matériaux à base de carbone et de céramique. Ce combustible peut résister à des températures très élevées et évite le rejet de produits de fission radioactifs en cas d'accident. Il est enrichi à 19,75 %, au lieu de 5 % pour un réacteur classique, ce qui rend plus complexe son approvisionnement. Le réacteur KP-FHR n'utilise pas d'eau pour transporter la chaleur générée, ainsi que pour se refroidir, mais du sel de fluorure liquide à basse pression, dont la très grande stabilité chimique assure des marges de sécurité élevées. Le fonctionnement à basse pression permet d'éliminer le besoin de structures de confinement à haute pression volumineuses et coûteuses.
Kairos a adopté un processus d'innovation itératif, avec la construction de « modèles intermédiaires afin de tester un peu tout », tels que sa première unité d'essais d'ingénierie sur son site d'Albuquerque afin de tester l'efficacité des sels fondus. Cette unité, mise en service en décembre 2023, a testé pendant six mois le pompage des sels dans des conditions normales du réacteur ainsi qu'en simulant des scénarios de défaillance. une deuxième unité d'essais est en construction à Albuquerque, et une troisième sera construite à Oak Ridge.
Kairos a également choisi Albuquerque pour y construire une usine de production de sels fondus.